# فالية الأفاعي
فَالِيَةُ الأَفَاعِي أو خنفساء الدومينو (الاسم العلمي Anthia duodecimguttata)، نوع من الخنافس الأرضية. كبيرة القد يبلغ حجمها من 35 إلى 40 مم. وهي حشرة مفترسة سريعة الحركة. وصفت من قبل بونلي عام 1813.